# Capsala grimaldii
Capsala grimaldii är en plattmaskart. Capsala grimaldii ingår i släktet Capsala och familjen Capsalidae. Inga underarter finns listade i Catalogue of Life.